# ГЕС Оссуа/Комб д'Авріє
ГЕС Оссуа/Комб д'Авріє (фр. Aussois/Combe d'Avrieux) — гідроелектростанція на південному сході Франції.
Накопичення ресурсу для роботи станції відбувається у двох водосховищах, створених на річці Saint Benoit (права притока Арку, який через Ізер та Рону належить до басейну Середземного моря), що дренує південний схил Грайських Альп. Верхнє сховище об'ємом 8 млн м3 утримується бетонною гравітаційно-контрфорсною греблею Plan d'Amont заввишки 50 метрів, завдовжки 345 метрів та завтовшки від 3 до 40 метрів, на спорудження якої пішло 115 тис. м3 матеріалу. Нижнє сховище Plan d'Aval площею поверхні 0,215 км2 та об'ємом 3,94 млн м3 створене комбінацією аркової та гравітаційної гребель (біля лівого та правого берегу відповідно) заввишки до 50 метрів, загальною завдовжки 305 метрів, завтовшки від 4 до 25 (для аркової — до 14) метрів, на які витратили 80 тис. м3 матеріалу. Для використання перепаду висот між Plan d'Amont та Plan d'Aval (2080 та 1950 метрів НРМ) працює мала ГЕС Plan d'Amont.
Окрім природного стоку, до Plan d'Aval надходить додатковий ресурс з інших правих приток Арку. Для цього прокладено два водозбірні тунелі — зі сходу (сім водозаборів у сточищі річки Saint Pierre) та заходу (два водозабори на річках Povaret та Saint-Bernard).
Крім того, за допомогою насосної станції Bois d'Aussois потужністю 6 МВт можливе закачування до Plan d'Aval води, накопиченої за південним водорозділом долини Арку у сховищі Lac-du-Mont-Cenis, розташованому на річці La Cenise (через Дора-Ріпарія та По належить до басейну Адріатичного моря). Втім, основним завданням Lac-du-Mont-Cenis є постачання ресурсу для потужних ГЕС Віллароден та ГЕС Венаус.
Із Plan d'Aval вода подається до розташованих внизу в долині Арку турбін гідроелектростанції, при цьому створюється напір у 850 метрів. Введена в експлуатацію у 1952 році, ГЕС Оссуа була обладнана трьома турбінами типу Пелтон потужністю по 26 МВт. 1976 року спорудили другу чергу — ГЕС Комб д'Авріє, яка працює за тією ж схемою і з тим же напором та складається з однієї турбіни типу Пелтон потужністю 120 МВт.
Варто також відзначити, що від водосховища Plan d'Aval живиться незвичний гідроенергетичний об'єкт – аеродинамічна труба Модан у дослідному центрі ONERA.